# Iwan Netow
Iwan Georgiew Netow (bułg. Иван Георгиев Нетов, ur. 22 października 1968 w Panagjuriszte) – bułgarski judoka. Dwukrotny olimpijczyk. Zajął siódme miejsce w Atlancie 1996 i trzynaste w Barcelonie 1992. Walczył w wadze półlekkiej.
Siódmy na mistrzostwach świata w 1995; uczestnik zawodów w 1993. Startował w Pucharze Świata w latach 1992 i 1995-1997. Brązowy medalista mistrzostw Europy w 1992. Drugi na MŚ wojskowych w 1994 roku.

## Letnie Igrzyska Olimpijskie 1992
| Konkurencja | Eliminacje          | Repasaże                   | Repasaże               | Klas. końcowa |
| Konkurencja | Przeciwnik I        | Przeciwnik I               | Przeciwnik II          | Miejsce       |
| ----------- | ------------------- | -------------------------- | ---------------------- | ------------- |
| 65 kg       | József Csák (HUN) P | Dikubenga Mavatiku (ZAI) Z | Pavel Petřikov (CZE) P | 13.           |

## Letnie Igrzyska Olimpijskie 1996
| Konkurencja | Eliminacje           | Eliminacje                   | Eliminacje                | Repasaże                          | Repasaże                   | Klas. końcowa |
| Konkurencja | Przeciwnik I         | Przeciwnik II                | 1/4                       | Przeciwnik I                      | Przeciwnik II              | Miejsce       |
| ----------- | -------------------- | ---------------------------- | ------------------------- | --------------------------------- | -------------------------- | ------------- |
| 65 kg       | Antoni Molné (AND) Z | Timur Mukhamedkhanov (UZB) Z | Yukimasa Nakamura (JPN) P | Pürewdordżijn Njamlchagwa (MGL) Z | Henrique Guimarães (BRA) P | 7.            |